# Ширманский Хриб
Ширманский Хриб (словен. Širmanski Hrib) — поселення в общині Літія, Осреднєсловенський регіон, Словенія. Висота над рівнем моря: 344,8 м.